# Thorsten Weidner
Thorsten Weidner, född den 29 december 1967 i Lauda-Königshofen, Tyskland, är en tysk fäktare som tog OS-guld i herrarnas lagtävling i florett i samband med de olympiska fäktningstävlingarna 1992 i Barcelona.